# Superman (Lazlo Bane)
Superman è un brano composto dalla band statunitense Lazlo Bane e da Pondy Doorcan, facente parte dell'album All the Time in the World del 2002.

## The Tao of Steve
Superman è stato inserito nel 2000 nella colonna sonora del film The Tao of Steve.

## Scrubs

Screenshot tratto dal videoclip del brano.

Il brano è conosciuto principalmente per essere la colonna sonora della serie tv americana Scrubs.
Fu Zach Braff, il protagonista di Scrubs, a suggerire l'utilizzo del brano come tema della serie al produttore esecutivo, Bill Lawrence; inoltre l'attore, che nella serie interpreta il ruolo di J.D., ha diretto il videoclip della canzone, nel quale vengono mostrati alcuni spezzoni tratti dal set di Scrubs. Nel video compaiono molti dei protagonisti dello show, tra cui Zach Braff, Sarah Chalke e Ken Jenkins. È stato girato nel non più utilizzato North Hollywood Medical Center, che è anche servito da location per l'intera serie.